# Астрология и зодиак майя
Астроло́гия ма́йя — астрология, практикуемая в цивилизации древних майя. Астрология Майя опиралась на зодиакальный круг, движение небесных тел, среди которых особое место занимала Луна: убывающая или растущая Луна показывала, насколько удачен тот или иной момент времени для определённых начинаний.
Натальная астрология майя тесно связана с календарём цолькин — считалось, что каждый день мог определять характер. Например, рождённые в день Имиш, по представлению майя, вели распутную жизнь и пренебрегали общественными устоями, когда младенцы дня Чуэн становились хорошими мастерами и ремесленниками. Майя считали, что судьба, определённая астрологией была предопределена, но жрецы могли её изменить, связав судьбу человека со днём принесения в храм.

## Зодиак майя
Характерной особенностью, или специфическим отличием, зодиакального круга майя является то, что они использовали тринадцать знаков зодиака (у европейцев — двенадцать). Тринадцатым знаком была Летучая мышь, которая делила все остальные знаки на живую и мистическую части. В живой части выделялись пять созвездий: Олень (Козерог), Обезьяна (Водолей), Ягуариха и ягуарята (Рыбы), Белка (Овен), Кабан (Стрелец). В правой части — семь: Гремучая змея (Телец), Черепаха (Близнецы), Скорпион (Рак), Сова (Лев), Пернатый змей (Дева), Попугай (Весы) и Лягушка (Скорпион).
Каждое созвездие, по представлениям майя, определяло характер человека, часто схожий с особенностями соответствующего животного. Период зачатия с присущими ему характерными чертами в астрологии вносил коррективы в зодиак, когда человек был рождён. Также знак может быть удачным или неудачным в зависимости от пола, которому он принадлежит.
- Рождённые под знаком Оленя (22 декабря — 20 января) были трудолюбивы, мужественны, храбры и целеустремлённы. Одна из примечательных черт — связь с традициями.
- Обезьяна (21 января — 19 февраля), как считали майя, обладает особой энергией жизни, однако её бестолковость и рассеянность становилась предметом озабоченности всех женщин, рожавших в этот период: душа, которую доставляла обезьяна каждому младенцу, могла быть потеряна или перепутана.
- Ягуариха и ягуарята (20 февраля — 20 марта) — это женский знак, дающий своей обладательнице основные материнские и хозяйственные качества. Мужчины, рождённые в этот период, были беззащитны или глупы как «ягуарята».
- Знак Белки (21 марта — 20 апреля) даёт человеку такие качества как упорство в делах и необыкновенную интуицию. Это один из немногих знаков, который в обществе майя подходил как женщинам, так и мужчинам.
- Рождённые в период Гремучей змеи (21 апреля — 21 мая) люди слишком уверены в себе, амбициозны и даже рискованны. Майя, знающие такие свойства в себе, старались избегать очевидных угроз.
- Черепахи (22 мая — 21 июня) считались противоречивыми личностями: они мечутся от одной крайности в другую и не могут остановиться.
- Скорпион (22 июня — 23 июля) спокоен, но часто агрессивен по отношению к внешнему миру. В этот период майя старались не принимать серьёзных решений и не устраивать грандиозных планов.
- Знак Совы (24 июля — 23 августа) делает майя увлечёнными магическими знаниями. Часто люди, рождённые в период Совы, зациклены на себе.
- Пернатые змеи (24 августа — 23 сентября) выделяются своей мудростью и стремлением к практической реализации своих знаний. Поэтому их называют изобретателями. В этот период майя старались больше передавать опыта своим преемникам.
- Отношение к Попугаю (24 сентября — 23 октября) у майя было особое: попугаи следили за порядком, хотя сами становились причиной скандала. В этот день майя предпочитали обращаться за советами по особенно важным делам к более мудрым и опытным.
- Лягушки (24 октября — 22 ноября) несуетливы и уравновешенны. В период Лягушки люди были более внимательны ко всему, с чем имели дело.
- Летучая мышь (23 ноября — 30 ноября) — это особый зодиак, поскольку олицетворяет вселенскую мудрость и вечность. Рождённые в двадцатых числах ноября считались божественного происхождения (подразумевается, что им предопределено выполнить важную задачу).
- Рождённые Кабанами (1 декабря — 21 декабря) носили признаки присущие самцам: сексуальное поведение, часто сопровождаемое отсутствием всякого эстетического чувства.

Заключение брака между женщинами и мужчинами майя, по определению астрологов, должно происходить сообразно тем знакам, под которыми они рождены. Неудачным вариантом считалось выбирать партнёров одного знака либо чисто женской и чисто мужской частей. Удачными были знаки взаимодополняющие (например, Ягуарихи и Летучие мыши).